# アファチニブ
アファチニブ（Afatinib）は、EGFR 遺伝子変異陽性の非小細胞肺癌 (NSCLC) の治療に用いられるチロシンキナーゼ阻害薬 (TKI) の一つである。EGFRおよびerbB-2 (HER2) を非可逆的に阻害する。商品名ジオトリフ。米国、欧州、台湾、メキシコ、チリ、日本などで承認されている。

## 効能・効果
日本での承認は「EGFR 遺伝子変異陽性の手術不能または再発非小細胞肺癌」である。他国でも非小細胞肺癌の治療に用いられる。

## 臨床試験
NSCLCのうち1-2レジメンの化学療法ならびにゲフィチニブあるいはエルロチニブの投与歴のある症例を対象とした第IIb/III相臨床試験LUX-Lung 1 でプラセボと比較してアファチニブの無増悪生存期間の延長効果が示された。本研究のサブグループ解析においてEGFR遺伝子変異陽性例で効果が高いことが示されている。LUX-lung 2ではEGFR遺伝子変異陽性肺腺癌に対象を絞ってアファチニブが投与され、高い奏効率が示された。その後初回化学療法としてプラチナ製剤併用化学療法と比較した試験が2つ報告され（LUX-lung 3、LUX-lung 6）、全生存期間の延長効果は示されなかったものの、PFSの延長効果を示し、標準治療の一つとしての地位を確立した。なお肺癌の臨床試験において全生存期間は後治療（試験終了後の治療）の影響を受けるため、解釈には注意が必要である。
また乳癌などに奏効するという報告もある。HER2が過剰発現した乳癌を対象とした第II相臨床試験が報告され、41名の患者中19名でアファチニブによる利益が得られた。その結果を受けて第III相二重盲検臨床試験が企画されている。HER2過剰発現の見られない患者では、効果は期待できない。

## 副作用
添付文書に重大な副作用として記載されているものは、
- 間質性肺疾患（間質性肺炎、肺浸潤、肺臓炎、急性呼吸窮迫症候群、アレルギー性胞隔炎など 3.1%）、
- 重度の皮膚障害（発疹、痤瘡など 22.7%）、皮膚粘膜眼症候群（Stevens-Johnson症候群）、中毒性表皮壊死融解症（Toxic Epidermal Necrolysis：TEN）、多形紅斑、
- 肝不全、肝機能障害(6.3%)、左室駆出率低下、心不全(0.8%)、
- 重度の下痢(27.3%)、消化管潰瘍、消化管出血、急性膵炎

である。（頻度未記載は頻度不明）
そのほか、10%以上に発現する副作用として、全身性発疹・斑状丘疹性・紅斑性皮疹、爪囲炎、皮膚乾燥、痤瘡、瘙痒症、味覚異常、結膜炎、結膜炎、下痢、口内炎、悪心、嘔吐、口唇炎、食欲減退、鼻出血、鼻炎、疲労、粘膜炎症、体重減少、肝機能検査値異常がある。太字で示した項目は半数以上の患者で発現するもので、中でも下痢はほぼ必発である。

## 作用機序

アファチニブはEGFRの797番のシステインにマイケル付加し、共有結合を形成する。（IC_{50}=0.5nM）

ラパチニブやネラチニブ同様、アファチニブはヒトEGFR関連物質2（HER2）および上皮成長因子受容体（EGFR）に対する非可逆的阻害薬である。アファチニブは第一世代のTKI（エルロチニブやゲフィチニブ）がターゲットとしたEGFRだけでなくHER2にも作用するので、標準治療に反応しない患者にも奏効することがある。EGFRとHER2が発現している乳癌などへの効果も検討中である。